# مقاطعة فلورنس (ويسكونسن)
مقاطعة فلورنس (بالإنجليزية: Florence County, Wisconsin)‏ هي إحدى مقاطعات ولاية ويسكونسن في الولايات المتحدة. تأسست سنة 1882، وتبلغ مساحتها 498 ميل مربع (1,290 كـم2)، بلغ عدد سكانها 4423 نسمة في عام 2010 حسب إحصاء مكتب تعداد الولايات المتحدة .

## وصلات خارجية
- الموقع الرسمي
- United States Counties